# Gerardo Clemente Vega García

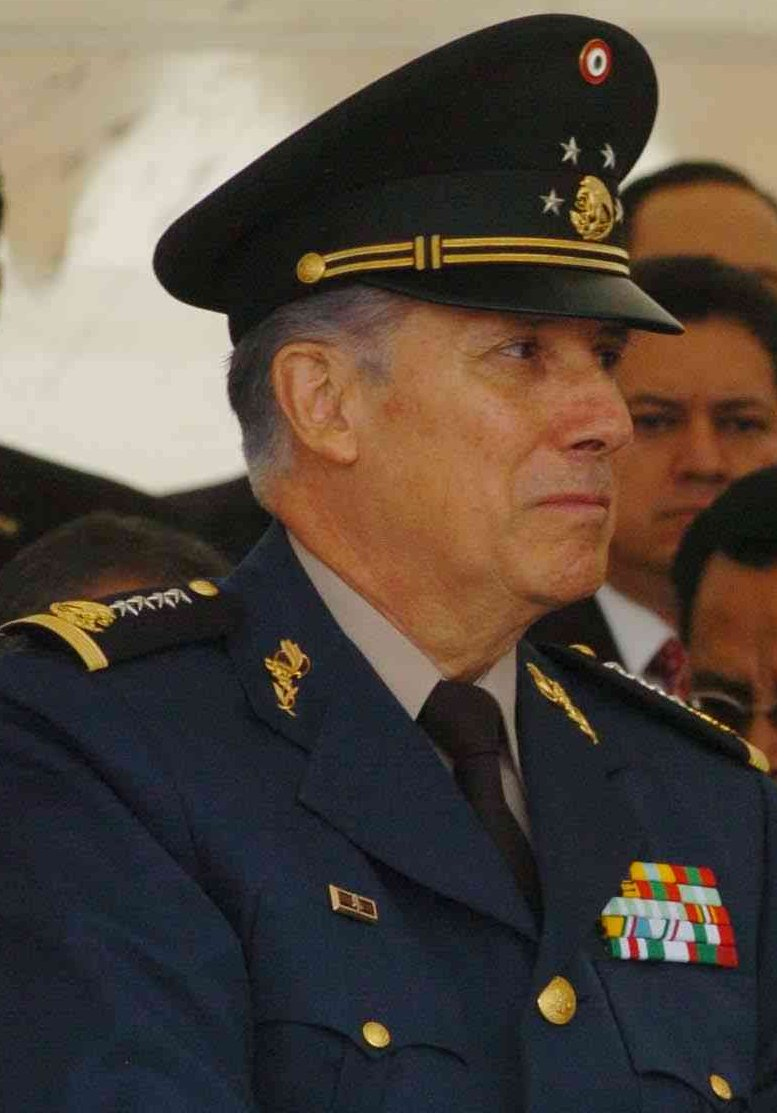
Gerardo Clemente Vega García

Gerardo Clemente Vega García (Puebla, 28 maart 1940 –  Mérida, 21 juni 2022) was een Mexicaans generaal en politicus.
Hij was militair attaché in West-Duitsland, Polen en de Sovjet-Unie. Van 2000 tot 2006 was hij minister van defensie van Mexico.
Vega García overleed op 82-jarige leeftijd in een ziekenhuis in Mérida.